# Svi vole Rejmonda
Svi vole Rejmonda (engl. Everybody loves Raymond) je popularni američki sitkom. S emitovanjem je počeo 13. maja 1996. godine. Vremenom je postao jedan od najpopularnijih sitkoma, ne samo u SAD-u, nego i u celom svetu.

## Radnja serije
Radnja serije se odvija na Long Ajlendu. Tu živi uspešni sportski novinar Rejmond Rej Baron sa svojom ženom Debrom i njihovom decom, kćerkom Ali i blizancima Majklom i Džefrijem. Preko puta njih žive Rejevi roditelji Marija i Frank Baron. Oni se drže motoa Moja kuća je i tvoja kuća, te stalno bez pitanja ulaze u Rejevu i Debrinu kuću. Rejev brat Robert je policajac koji se stalno useljava i iseljava iz roditeljskog doma. On je ljubomoran na Reja, jer njihovi roditelji više pažnje posvećuju Reju nego njemu, i zato što Rej ima uspešnu novinarsku karijeru.

## Glumačka postava

### Glavna glumačka postava
| Glumac/glumica | Lik           | Sezona u seriji |
| -------------- | ------------- | --------------- |
| Rej Romano     | Rejmond Baron | 1-9             |
| Patriša Hiton  | Debra Baron   | 1-9             |
| Bred Garet     | Robert Baron  | 1-9             |
| Doris Roberts  | Marija Baron  | 1-9             |
| Piter Bojl     | Frank Baron   | 1-9             |

### Sporedni glumci
| Glumac/glumica | Lik                  | Sezona u seriji |
| -------------- | -------------------- | --------------- |
| Madilin Svitn  | Aleksandra Ali Baron | 1-9             |
| Sevijr Svitn   | Džefri Baron         | 1-9             |
| Sulivan Svitn  | Majkl Baron          | 1-9             |
| Monika Horan   | Emi Makdugal Baron   | 2-9             |

## Likovi
- Rejmond Rej Albert Baron (Rej Romano) je glavni lik serije. On je uspešan sportski novinar koji piše za Njusdej. Italijanskog je porekla i živi na Long Ajlendu. Zbog roditelja, koji su napasni i žive preko puta Rejove kuće, često dolazi u konflikt sa svojom ženom Debrom. Nesiguran je, sebičan i ponekad smotan. Kad se Debra posvađa s njegovim roditeljima, ne zna čiju bi stranu zauzeo. Želi se svima svideti i da ga svi vole. Često se ponaša kao dete, gunđa sebi u bradu. Od detinjstva ga prati glas „maminog sina“.

- Debra Baron (Patriša Hiton) je Rejeva žena. Po zanimanju je domaćica. Živi s Rejem i njihovo troje dece: Aliom, Majklom i Džefrijem. Debra je emocionalna i napeta osoba i često prigovara Reju. Ostali članovi porodice joj govore da loše kuva, a Marija je stalno opominje da ne zna da kuva, čisti i da se brine za decu. Pojavljuje se u 209 od ukupno 210 epizoda.

- Robert Čarls Baron (Bred Garet) je Rejev stariji brat, i drugi sin Marije i Franka. Robert je razvedeni policajac u njujorškoj policiji, koji je visok preko dva metra. Nakon razvoda, Robert se doselio kod svojih roditelja. On je ljubomoran na Rejev dobar poslovni i porodični život, jer je Marija uvek preferirala Reja nad Robertom. U drugoj sezoni upoznaje Debrinu prijateljicu Emi koja će kasnije postati njegova supruga. Robert ima niz čudnih navika, kao što je diranje Brede kašikom pre nego što stavi zalogaj u usta.

- Marija Džanela Baron (Doris Roberts) je Rejeva majka. Ona je nametljiva osoba i ima naviku da stvara osećaj krivice kod drugih kako bi dobila ono što želi. Najčešće nameće krivicu Reju. Iako njeni sinovi imaju više od trideset godina, ona ih tretira kao da su deca. Često kritikuje Debru da je loša kuvarica, domaćica i majka, dok sebe smatra odličnom kuvaricom. Iako voli svog muža Franka, naziva ga lenjim i tvrdoglavim.

- Francis Frank Oskar Baron (Piter Bojl) je Rejev otac. Frank je tvrdoglav i lenj čovek i ponaša se kao da drugi ljudi nemaju osećaje. Sedi dok Marija sve radi za njega. Tvrd je čovek. Čak ga se i njegovi sinovi boje. Ali on ima i meku stranu srca koju retko pokazuje. Ratni je veteran. Borio se u Korejskom ratu i često to spominje da dokaže da je on čvrst čovek, te zadirkuje Reja i Roberta pogrdnim izrazima da oni nisu pravi muškarci. Voli svoju ženu Mariju, učinio bi sve za svoju porodicu, iako to ne pokazuje uvek.

## Nagrade

### Emi
- 2000- Najbolja glavna glumica u humorističkoj seriji: Patriša Hiton

- 2001:

-Najbolja glavna glumica u humorističkoj seriji: Patriša Hiton
-Najbolja sporedna glumica u humorističkoj seriji: Doris Roberts
- 2002:

-Najbolji glavni glumac u humorističkoj seriji: Rej Romano
-Najbolji sporedni glumac u humorističkoj seriji: Bred Garet
-Najbolja sporedna glumica u humorističkoj seriji: Doris Roberts
- 2003:

-Najbolja humoristička serija
-Najbolji sporedni glumac u humorističkoj seriji: Bred Garet
-Najbolja sporedna glumica u humorističkoj seriji: Doris Roberts
- 2005:

-Najbolja humoristička serija
-Najbolji sporedni glumac u humorističkoj seriji:Bred Garet
-Najbolja sporedna glumica u humorističkoj seriji:Doris Roberts

### Nagrada američka komedija
- 1999 - Najsmešnija sporedna glumica u TV seriji: Doris Roberts
- 2000 - Najsmešniji glavni glumac u TV seriji: Rej Romano
- 2001 - Najsmešnija TV serija

### 
- 2000 - Najbolja TV serija
- 2001 - Najbolja TV serija
- 2002 - Najbolja TV serija
- 2003 - Najbolja TV serija
- 2004 - Najbolja TV serija
- 2005 - Najbolja TV serija
- 2006 - Najbolja TV serija

### Ostale nagrade
- : 2006 - Najdraža TV komedija
- nagrada: 2003 - Najbolji glumački ansambl
- nagrada: 2000 - Najdraža humoristična serija

2001.
- Glumac godine:Ray Romano
- Humoristična serija godine
- Sporedna glumica godine u humorističnoj seriji: Doris Roberts

Serija je takođe dobila brojne nominacije,između ostalih i za Zlatni globus.

## Spoljašnje veze
- Službena stranica
- Svi vole Rejmonda na veb-sajtu  (jezik: engleski)